# Schule für Rundfunktechnik
Die Schule für Rundfunktechnik (SRT) in Nürnberg wurde 1964 als Stiftung gegründet. Stifter waren die öffentlich-rechtlichen Rundfunkanstalten in Deutschland. Die SRT befand sich in der Wallensteinstraße im südwestlich gelegenen Nürnberger Stadtteil Großreuth bei Schweinau auf dem Gelände des Studio Franken des Bayerischen Rundfunks.
Erster Direktor der SRT war Hans Springer.
In der SRT wurden Mitarbeiter von Hörfunk, Fernsehen und anderen elektronischen Medien aus- und weitergebildet. Mit ihrer Gründung übernahm sie die Berufsausbildung von Tontechnikern und Bildtechnikern für die Rundfunkanstalten der ARD. Seit 1957 hatte diese Aufgabe bei der Schule der Rundfunk-Betriebstechnik GmbH (RBT) am selben Standort gelegen, und davor, seit 1948/49, beim Rundfunktechnischen Institut (RTI).
Ab Wintersemester 1964/65 gab es sowohl für Bildtechnik als auch für Tontechnik einen 2- und einen 3-semestrigen Lehrgang. Mitte der 1970er Jahre stellte die SRT die Ausbildung auf einen 9-monatigen Lehrgang um. 1995 beendete sie die Ausbildung von Ton- sowie von Bildtechnikern und wandelte sich in ein Weiterbildungsinstitut um.
Zum 1. Januar 2007 schlossen sich ZFP und SRT zur ARD.ZDF medienakademie zusammen. 